# امام رود (مقاطعة تشالوس)
امام‌رود (بالفارسية: امام‌رود) هي قرية تقع في قسم كلارستاق الغربي الريفي (مقاطعة تشالوس) في إيران. يقدر عدد سكانها بـ 660 نسمة .